# Marija Wladimirowna Tailakowa
Marija Wladimirowna Tailakowa (russisch Мария Владимировна Тайлакова; englisch Mariia Tailakova; * 12. März 2001 in Omsk) ist eine russische Tischtennisspielerin. Sie nahm bis 2019 an drei Europa- und drei Weltmeisterschaften teil.

## Turnierergebnisse
| Verband | Veranstaltung               | Jahr | Ort            | Land | Einzel        | Doppel        | Mixed         | Team          | U-21   |
| ------- | --------------------------- | ---- | -------------- | ---- | ------------- | ------------- | ------------- | ------------- | ------ |
| RUS     | Weltmeisterschaft           | 2019 | Budapest       | HUN  | letzte 128    |               |               |               |        |
| RUS     | Weltmeisterschaft           | 2018 | Halmstad       | SWE  |               |               |               | 9             |        |
| RUS     | Weltmeisterschaft           | 2017 | Düsseldorf     | GER  | letzte 128    | letzte 32     |               |               |        |
| RUS     | Olympische Jugendspiele     | 2018 | Buenos Aires   | ARG  | Viertelfinale |               |               | Viertelfinale |        |
| RUS     | Europameisterschaft ETTU    | 2019 | Nantes         | FRA  |               |               |               | 9             |        |
| RUS     | Europameisterschaft ETTU    | 2018 | Alicante       | ESP  | Qual.         | letzte 32     |               |               |        |
| RUS     | Europameisterschaft ETTU    | 2017 | Luxemburg      | LUX  |               |               |               | 3             |        |
| RUS     | Challenge Series            | 2020 | Almeria        | ESP  | letzte 32     |               |               |               |        |
| RUS     | World Tour                  | 2019 | Bremen         | GER  | Qual.         |               |               |               |        |
| RUS     | World Tour                  | 2018 | Danzig         | POL  |               |               |               |               | Silber |
| RUS     | Jugend-Weltmeisterschaft    | 2019 | Korat          | THA  |               |               |               | Viertelfinale |        |
| RUS     | Jugend-Weltmeisterschaft    | 2018 | Bendigo        | AUS  | letzte 16     | Viertelfinale | Viertelfinale | 3             |        |
| RUS     | Jugend-Weltmeisterschaft    | 2017 | Riva del Garda | ITA  | letzte 32     | Viertelfinale | letzte 64     | 9             |        |
| RUS     | Jugend-Weltmeisterschaft    | 2016 | Kapstadt       | ZAF  | letzte 32     | letzte 16     | letzte 16     |               |        |
| RUS     | Jugend-Weltmeisterschaft    | 2015 | Vendée         | FRA  | letzte 16     | letzte 32     | letzte 32     | Viertelfinale |        |
| RUS     | Jugend-Weltmeisterschaft    | 2014 | Shanghai       | CHN  | letzte 64     | letzte 16     |               | 12            |        |
| RUS     | Jugend-Europameisterschaft  | 2019 | Ostrava        | CZE  | Halbfinale    | Gold          | letzte 16     | 2             |        |
| RUS     | Jugend-Europameisterschaft  | 2018 | Cluj-Napoca    | ROU  | letzte 32     | letzte 32     | letzte 32     | 2             |        |
| RUS     | Jugend-Europameisterschaft  | 2017 | Guimarães      | POR  | Halbfinale    | letzte 64     | Silber        | 1             |        |
| RUS     | Schüler-Europameisterschaft | 2016 | Zagreb         | CRO  | Gold          |               |               |               |        |
| RUS     | Schüler-Europameisterschaft | 2015 | Bratislava     | SVK  | Gold          | Halbfinale    | Gold          | 1             |        |
| RUS     | Schüler-Europameisterschaft | 2014 | Riva del Garda | ITA  | Halbfinale    | letzte 16     | Viertelfinale | 2             |        |
| RUS     | Jugend TOP 10               | 2014 | Tours          | FRA  | 4. Platz      |               |               |               |        |